# .art
.art é um domínio de tomo genérico (gTLD) no Sistema de Nomes de Domínio da Internet.

## História
O.art TLD foi feito um contrato de registro em 24 de março de 2016, entre a ICANN e a UK Creative Ideas Limited, e foi disponibilizado ao público em 10 de maio de 2017. O fundador da UK Creative Ideas e do domínio.art é Ulvi Kasimov, investidor e colecionador de arte de Londres que investiu US$ 25 milhões na iniciativa.
Os domínios foram registrados por empresas de tecnologia, marcas de luxo e organizações culturais; alguns registros iniciais foram adquiridos pela Apple, Instagram, Kickstarter e Rolex, juntamente com o Louvre, Tate, o Centre Pompidou, o Art Institute of Chicago e o Guggenheim. Este novo serviço chama-se «Digital Twin». Esses campos contêm informações baseadas no Object ID – um padrão universal de identificação de objetos de arte desenvolvido pela J. Paul Getty Trust e adotado pela UNESCO e pelo ICOM. A norma contém informações necessárias sobre uma obra de arte e seu proprietário.
Em 2020, o registro .art recebeu uma patente dos Estados Unidos para armazenar e identificar objetos no WHOIS.
Em 2023, num esforço para apoiar e avançar no campo da arteterapia, a ART lançou sua Iniciativa Arte-terapia. Como parte desta iniciativa, uma bolsa de um milhão de dólares foi prometida à Universidade George Washington, destinada a apoiar estudantes de pós-graduação no Programa de Arteterapia. Receita proveniente da venda dos domínios ART financiarão ainda mais a Iniciativa e seus parceiros sem fins lucrativos associados, enfatizando o compromisso da empresa em aumentar a conscientização e o apoio à arte-terapia.